# Inostrancevia

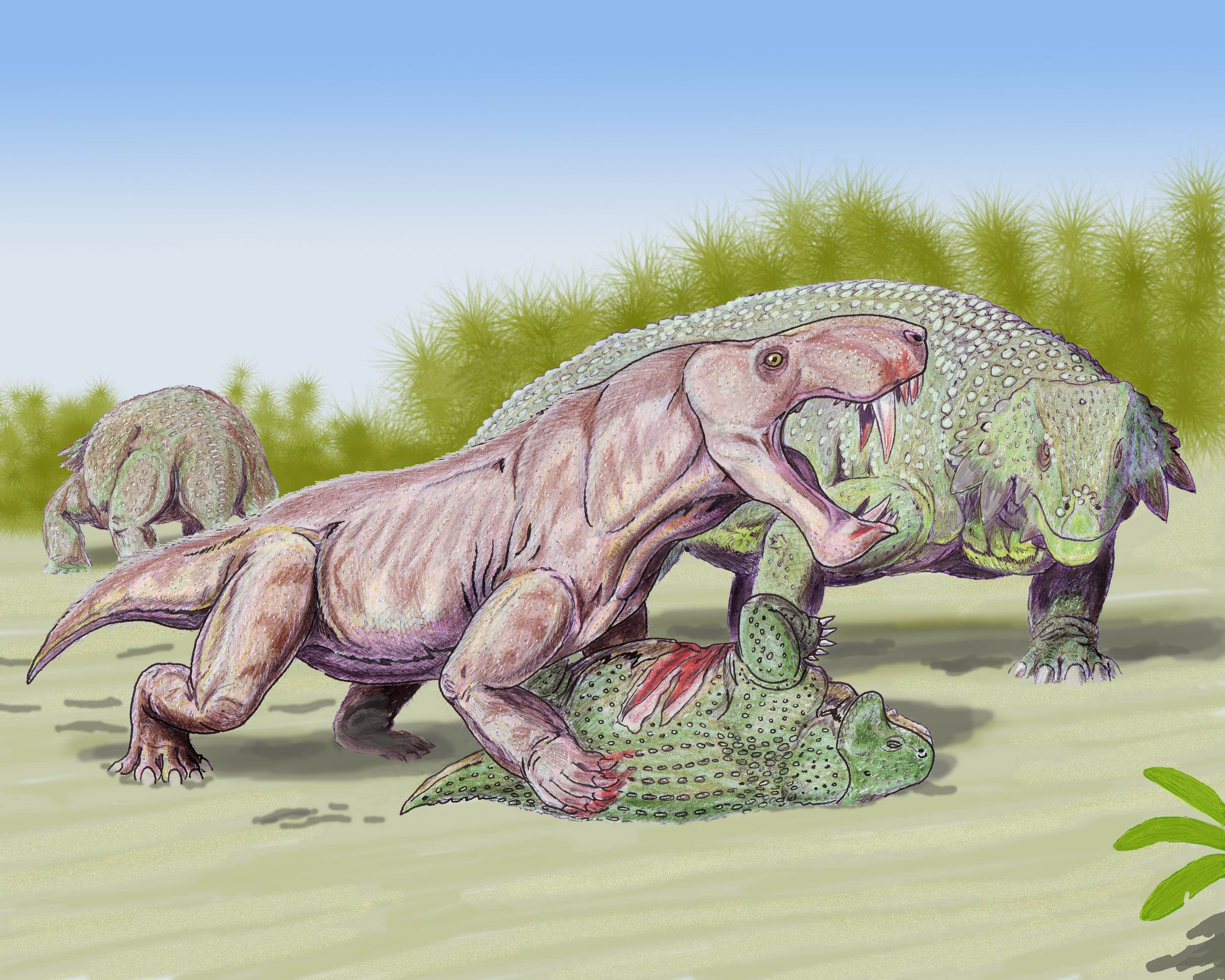
Inostrancevia útočí na plaza druhu Scutosaurus karpinski.

Inostrancevia byl rod velkého, dravého therapsida, patřícího do skupiny Gorgonopsia.

## Popis
Tento dravý plaz žil v období svrchního (pozdního) permu, zhruba před 260 až 252 miliony let. Je znám z několika lebek a ze dvou téměř kompletních koster. Inostrancevia  měřila až 3,5 metru, což je více než délka jakéhokoliv dnešního suchozemského predátora. Vážila 250 až 500 kilogramů. Její lebka dosahovala velikosti 60 centimetrů a její špičáky byly dlouhé až 15 centimetrů. Tyto velké zuby používala k zabíjení kořisti. Navíc tento gorgonopsid dovedl otevřít tlamu až do pravého úhlu. Byl objeven v Rusku koncem 19. století.
Inostrancevia byla pojmenována ruským paleontologem Vladimirem P. Amalickým a jméno bylo zvoleno na počest ruského geologa Alexandra Inostranceva. V roce 2023 byl z Jihoafrické republiky popsán další druh, I. africana.